# Nghĩa vụ quân sự tại Việt Nam
Ở Việt Nam, nghĩa vụ quân sự là nghĩa vụ của công dân phục vụ trong Quân đội nhân dân Việt Nam. Thực hiện nghĩa vụ quân sự bao gồm phục vụ tại ngũ và phục vụ trong ngạch dự bị của Quân đội nhân dân. Nghĩa vụ quân sự Việt Nam bắt đầu được áp dụng kể từ sau năm 1975, bắt buộc tất cả các công dân nam trong độ tuổi từ 18 đến 25 (18 đến 27 tuổi với công dân theo học tại các trường Cao đẳng, Đại học) đều phải thi hành nghĩa vụ quân sự bắt buộc trong quân ngũ. Nữ giới không bắt buộc phải thực hiện nghĩa vụ quân sự nhưng có thể đăng ký tình nguyện tham gia nhập ngũ.

## Quy định

### Quy định chung
Điều 4 Luật Nghĩa vụ quân sự năm 2015 (áp dụng từ ngày 1 tháng 1 năm 2016) của Việt Nam quy định: Nghĩa vụ quân sự là nghĩa vụ của công dân phục vụ trong Quân đội nhân dân. Thực hiện nghĩa vụ quân sự bao gồm phục vụ tại ngũ và phục vụ trong ngạch dự bị của Quân đội nhân dân. Công dân trong độ tuổi thực hiện nghĩa vụ quân sự, không phân biệt dân tộc, thành phần xã hội, tín ngưỡng, tôn giáo, trình độ học vấn, nghề nghiệp, nơi cư trú phải thực hiện nghĩa vụ quân sự theo quy định của Luật này. Công dân phục vụ trong lực lượng Cảnh sát biển và thực hiện nghĩa vụ tham gia Công an nhân dân được coi là thực hiện nghĩa vụ quân sự tại ngũ.
Công dân thuộc một trong các trường hợp sau đây được công nhận hoàn thành nghĩa vụ quân sự tại ngũ trong thời bình: Dân quân tự vệ nòng cốt đã hoàn thành nghĩa vụ tham gia dân quân tự vệ, trong đó có ít nhất 12 tháng làm nhiệm vụ dân quân tự vệ thường trực; Hoàn thành nhiệm vụ tham gia Công an xã liên tục từ đủ 36 tháng trở lên; Cán bộ, công chức, viên chức, sinh viên tốt nghiệp đại học trở lên, đã được đào tạo và phong quân hàm sĩ quan dự bị; Thanh niên đã tốt nghiệp đại học, cao đẳng, trung cấp tình nguyện phục vụ tại đoàn kinh tế – quốc phòng từ đủ 24 tháng trở lên theo Đề án do Thủ tướng Chính phủ quyết định; Công dân phục vụ trên tàu kiểm ngư từ đủ 24 tháng trở lên.

### Đăng ký
Nghĩa vụ quân sự Việt Nam yêu cầu công dân nam đủ 17 tuổi trở lên, nữ đủ 18 tuổi trở lên (có ngành, nghề chuyên môn phù hợp yêu cầu của Quân đội nhân dân). Những người thuộc diện như đang bị truy cứu trách nhiệm hình sự do vi phạm pháp luật Việt Nam, đang bị áp dụng biện pháp giáo dục, cai nghiện bắt buộc tại địa phương, bị tước quyền phục vụ trong lực lượng vũ trang nhân dân sẽ không được đăng ký nghĩa vụ quân sự.
Vào tháng 4 hàng năm, Chỉ huy trưởng Ban Chỉ huy quân sự cấp huyện sẽ ra lệnh gọi công dân đi đăng ký nghĩa vụ quân sự lần đầu. Ban Chỉ huy cấp xã chuyển Lệnh gọi đăng ký nghĩa vụ quân sự đến công dân cư trú tại địa phương. Công dân sẽ trực tiếp đăng ký nghĩa vụ quân sự theo Lệnh được ban hành của Ban chỉ huy quân sự cấp xã, bằng cách điền đầy đủ hồ sơ và khai báo sức khoẻ, nộp bản chụp sao y công chứng căn cước công dân hoặc giấy khai sinh.

### Nhập ngũ
Công dân được gọi nhập ngũ khi có lý lịch rõ ràng, chấp hành nghiêm túc pháp luật Nhà nước, đủ sức khoẻ phục vụ tại ngũ theo quy định, có trình độ văn hoá phù hợp. Ngoài ra, một số cơ quan quân đội khác sẽ có tiêu chuẩn tuyển chọn riêng.
Những công dân đủ điều kiện sức khoẻ (loại 1, loại 2 và phần nhỏ loại 3), không thuộc diện tạm hoãn, miễn thực hiện nghĩa vụ quân sự thì sẽ phải đi phục vụ nghĩa vụ quân sự.
Thời gian phục vụ tại ngũ là 24 tháng (trong thời bình). Trong các trường hợp sau, Bộ trưởng Bộ Quốc phòng được quyết định kéo dài thời hạn phục vụ tại ngũ của các hạ sĩ quan, binh sĩ nhưng không quá 6 tháng: Để bảo đảm nhiệm vụ sẵn sàng chiến đấu trong tình trạng chiến tranh; Đang thực hiện nhiệm vụ phòng, chống thiên tai, dịch bệnh, cứu hộ, cứu nạn theo lệnh tổng động viên hoặc động viên cục bộ.

### Các trường hợp được tạm hoãn nhập ngũ
Theo luật nghĩa vụ quân sự quy định, những công dân thuộc diện: Chưa đủ sức khoẻ phục vụ tại ngũ theo kết luận của hội đồng khám sức khoẻ; Lao động duy nhất nuôi dưỡng thân nhân không còn khả năng lao động; Gia đình thiệt hại nặng do thiên tai được UBND cấp xã xác nhận; Con bệnh binh, nhiễm chất độc da cam suy giảm khả năng lao động; Có anh chị em ruột phục vụ cho công an nhân dân, người thuộc diện tị nạn, di dân trong ba năm đầu do hoàn cảnh đặc biệt khó khăn; Đang trong quá trình đào tạo trình độ trung học phổ thông hoặc đại học, cao đẳng hệ chính quy,... thì sẽ được tạm hoãn gọi nhập ngũ.

### Các trường hợp được miễn nhập ngũ
Theo luật nghĩa vụ quân sự quy định, những công dân thuộc diện: Con của liệt sĩ, con của thương binh hạng một; Một anh hoặc một em trai của liệt sĩ; Một con của thương binh hạng hai; một con của bệnh binh suy giảm khả năng lao động từ 81% trở lên; một con của người nhiễm chất độc da cam suy giảm khả năng lao động từ 81% trở lên; Người làm công tác cơ yếu không phải là quân nhân, CAND; Cán bộ, công chức, viên chức, thanh niên xung phong được điều động đến công tác, làm việc ở vùng có điều kiện kinh tế – xã hội đặc biệt khó khăn theo quy định của pháp luật từ 24 tháng trở lên,... sẽ được miễn gọi nhập ngũ nghĩa vụ quân sự.

### Lương, trợ cấp và chế độ đãi ngộ
| Đối tượng | Hệ số phụ cấp | Mức phụ cấp (tháng) |
| --------- | ------------- | ------------------- |
| Binh nhì  | 0,4           | 596.000 VND         |
| Binh nhất | 0,45          | 670.500 VND         |
| Hạ sĩ     | 0,5           | 745.000 VND         |
| Trung sĩ  | 0,6           | 894.000 VND         |
| Thượng sĩ | 0,7           | 1.043.000 VND       |

Đối với hạ sĩ quan, binh sĩ nữ trong thời gian phục vụ tại ngũ, hàng tháng được hưởng thêm phụ cấp khuyến khích mức 0,2 so với mức lương cơ sở (ngoài mức phụ cấp theo quân hàm nêu trên). Đồng thời được bảo đảm kịp thời, đủ số lượng, đúng chất lượng về lương thực, thực phẩm, quân trong, thuốc phòng bệnh, chữa bệnh, được bảo đảm chỗ ở và một số đãi ngộ khác. Nếu Bộ trưởng Bộ Quốc phòng quyết định kéo dài thời gian phục vụ tại ngũ thì từ tháng 25 trở đi, hàng tháng được hưởng thêm 250% phụ cấp quân hàm hiện hưởng.
Đối với hạ sĩ quan, binh sĩ khi xuất ngũ, họ sẽ được cấp tiền tàu xe, phụ cấp đi đường, trợ cấp xuất ngũ. Trước khi nhập ngũ, các hạ sĩ quan, binh sĩ từng học tập hoặc có giấy gọi vào học tập tại các trường thuộc cơ sở giáo dục nghề nghiệp, cơ sở giáo dục đại học thì được bảo lưu kết quả, được tiếp nhận vào học trở lại ở các trường đó và được trợ cấp tạo việc làm.
Đối với thân nhân hạ sĩ quan, binh sĩ tại ngũ, bố, mẹ đẻ, bố, mẹ vợ hoặc bố, mẹ chồng; người nuôi dưỡng hợp pháp; vợ hoặc chồng; con đẻ, con nuôi hợp pháp được hưởng chế độ bảo hiểm y tế, trợ cấp khó khăn.

### Trốn nghĩa vụ quân sự và hình phạt
Luật Nghĩa vụ quân sự Việt Nam có quy định nghiêm cấm các hành vi trốn tránh, chống đối, cản trở, gian dối, làm trái quy định và xâm phạm thân thể, sức khoẻ; xúc phạm danh dự nhân phẩm của hạ sĩ quan, binh sĩ trong việc thực hiện nghĩa vụ quân sự. Cá nhân vi phạm luật Nghĩa vụ quân sự sẽ chịu khung hình phạt hành chính, phạt tiền hoặc nặng hơn thì sẽ phải bị cải tạo không giam giữ, hoặc bị phạt tù.
Các hành vi vi phạm hành chính Luật nghĩa vụ quân sự:
- Không đăng ký nghĩa vụ quân sự lần đầu; không thực hiện đăng ký nghĩa vụ quân sự theo quy định.
- Không có mặt đúng thời gian hoặc địa điểm tập trung sơ tuyển ghi trong giấy gọi sơ tuyển thực hiện nghĩa vụ quân sự mà không có lý do chính đáng.
- Không có mặt đúng thời gian hoặc địa điểm kiểm tra, khám sức khỏe ghi trong giấy gọi kiểm tra, khám sức khỏe thực hiện nghĩa vụ quân sự mà không có lý do chính đáng.
- Người khám sức khỏe gian dối làm sai lệch kết quả phân loại sức khỏe của mình nhằm trốn tránh nghĩa vụ quân sự.
- Đưa tiền hoặc các lợi ích vật chất khác cho cán bộ, nhân viên y tế để làm sai lệch kết quả phân loại sức khỏe của người khám sức khỏe thực hiện nghĩa vụ quân sự.
- Cán bộ, nhân viên y tế cố ý làm sai lệch các yếu tố về sức khỏe của người khám sức khỏe thực hiện nghĩa vụ quân sự.
- Không có mặt đúng thời gian hoặc địa điểm tập trung ghi trong lệnh gọi nhập ngũ mà không có lý do chính đáng và bị buộc chấp hành lệnh gọi nhập ngũ đối với hành vi vi phạm này.

Các hành vi vi phạm hình sự Luật nghĩa vụ quân sự:
- Không chấp hành đúng quy định của pháp luật về đăng ký nghĩa vụ quân sự, không chấp hành lệnh gọi nhập ngũ, lệnh gọi tập trung huấn luyện, đã bị xử phạt vi phạm hành chính về hành vi này hoặc đã bị kết án về tội này, chưa được xóa án tích nhưng vẫn tiếp tục vi phạm.
- Tự gây thương tích hoặc gây tổn hại cho sức khỏe của mình.
- Phạm tội trong thời chiến.
- Lôi kéo người khác phạm tội.

## Tranh cãi

#### Các trường hợp không nghi ngờ
- 21 tháng 1 năm 2004 – Binh nhì Trần Văn Đại bị 6 người của trung đội vệ binh thuộc trung đoàn 209, sư đoàn 312, quân đoàn 1, tự cho mình quyền đánh và xử phạt.[5]
- Tháng 11 năm 2020 – Từ Văn Nghĩa, Vương Phước Tự, Nguyễn Hữu Nghĩa và Lê Văn Vĩnh cùng một số quân nhân khác đã tự ý rời khỏi doanh trại để tổ chức uống rượu. Khi bị cấp trên phát hiện và yêu cầu quay trở lại doanh trại, những người này đã đánh cấp trên và đồng đội.[6]

#### Các trường hợp bất thường hoặc nghi vấn có bất thường
Tại Việt Nam, kể từ khi luật Nghĩa vụ quân sự 2015 có hiệu lực (từ năm 2016), đã có một số vụ chết người mà gia đình hoặc người thân nghi vấn có bất thường:
Đây là một danh sách chưa hoàn tất, và có thể sẽ không bao giờ thỏa mãn yêu cầu hoàn tất. Bạn có thể đóng góp bằng cách mở rộng nó bằng các thông tin đáng tin cậy.
| Tên quân nhân         | Dân tộc | Thời gian            | Tuổi | Địa điểm | Diễn biến / Ghi chú |
| --------------------- | ------- | -------------------- | ---- | --- | --- |
| Lê Công Đức           | Kinh    | 24 tháng 10 năm 2016 | 21   | Lữ đoàn 147 – Vùng 1 Hải quân (thị xã Quảng Yên, tỉnh Quảng Ninh)                                                                                           | Được cho là tự tử. |
| Dương Hiển Thanh Vinh | Kinh    | 9 tháng 6 năm 2018   | 19   | Đại đội 1 Tiểu đoàn 9 trường Sĩ quan lục quân 2 (Thành phố Biên Hòa, tỉnh Đồng Nai)                                                                         | Được cho là tự tử. |
| Nguyễn Quốc Thái      | Kinh    | 24 tháng 2 năm 2019  | 24   | Huyện Chợ Mới, tỉnh An Giang | Được cho là ngạt nước. |
| Phạm Đình Hưng        | Kinh    | 9 tháng 4 năm 2019   | 23   | Lữ đoàn Pháo binh 572, thuộc Quân Khu 5 (huyện Phù Mỹ, tỉnh Bình Định)                                                                                      | Được cho là tự tử. |
| Phạm Minh Huy         | Kinh    | 18 tháng 8 năm 2019  | 19   | Lữ đoàn Phòng không 77 (152 đường Nguyễn Oanh, quận Gò Vấp, Thành phố Hồ Chí Minh)                                                                          | Sau khi hỏi người của lữ đoàn, một viên chức trong lữ đoàn nói Huy ngã từ tầng 3, nhưng người trực ban chung với Huy thì nói Huy trực tầng 1, rồi thấy Huy đi vệ sinh 10 phút chưa về; còn một người khác thì nói Huy nhảy từ tầng 2 xuống.                                  |
| Huỳnh Trung           | Khmer   | 28 tháng 11 năm 2019 | 19   | Cần Thơ | Được cho là tự tử. |
| Trần Đức Đô           | Kinh    | 28 tháng 6 năm 2021  | 19   | Tiểu đoàn 4, Đại đội 14, Trường quân sự Quân khu 1 (huyện Phú Bình, tỉnh Thái Nguyên)                                                                       | Gia đình Đô cho biết, vào ngày 25 tháng 6 có nhận được cuộc gọi của Đô cho rằng chỉ huy hay đánh Đô; đồng thời yêu cầu từ huyện đến tỉnh, trung ương phải giải quyết minh bạch cho trường hợp này. Quân đội kết luận Đô "treo cổ tự tử".                                     |
| Nguyễn Văn Thiên      | Kinh    | 29 tháng 11 năm 2021 | 23   | Tiểu đoàn Bộ Binh 50, Trung đoàn Bộ Binh 991 (huyện Đức Cơ, tỉnh Gia Lai)                                                                                   | Ban đầu được cho là té ngã dẫn đến xuất huyết não. Ngày 5 tháng 1 năm 2022, 3 người đã bị khởi tố liên quan đến vụ án này. Ngày 27 tháng 6 năm 2022, tòa Quân sự khu vực Quân khu 5 đã tuyên án 5 người với mức án 41 năm tù về tội cố ý gây thương tích dẫn đến chết người. |
| Hoàng Bá Mạnh         | Kinh    | 20 tháng 12 năm 2021 | 20   | Tỉnh Hải Dương | Nghi vấn do bạo lực. |
| Lý Văn Phương         | H'Mông  | 10 tháng 6 năm 2022  | 22   | Tiểu đoàn 10, Trường Sỹ quan Lục quân 1 (xã Yên Bài, huyện Ba Vì, Hà Nội)                                                                                   | Được cho là bị đuối nước. |
| Lưu Thiện Mạnh        | Kinh    | 16 tháng 2 năm 2023  | 19   | Tiểu đoàn cảnh sát cơ động số 3 (thuộc Trung đoàn cảnh sát cơ động Tây Bắc, Bộ tư lệnh Cảnh sát cơ động), phường Yên Thịnh, thành phố Yên Bái, tỉnh Yên Bái | Được cho là tự tử. |
| Nguyễn Văn Hào        | Kinh    | 5 tháng 7 năm 2023   | 19   | Tiểu đoàn 97, Trung đoàn 1, Lữ đoàn 675 thuộc Binh chủng pháo binh (xã Tòng Bạt, huyện Ba Vì, Hà Nội)                                                       | Được cho là tự tử. |
| Nguyễn Văn Nghiệp     | Kinh    | 9 tháng 2 năm 2025   | 25   | Đại đội 1, Tiểu đoàn 4, Trung đoàn 12 (Sư đoàn 3) (huyện Lục Ngạn, tỉnh Bắc Giang)                                                                          | Được cho là Viêm não mô cầu. |